# Bajxulum
Bajxulum es una localidad del municipio de Chenalhó, ubicado en la región de Los Altos del estado mexicano de Chiapas.

## Geografía
La localidad de Bajxulum se sitúa en las coordenadas geográficas 16°54′08″N 92°36′33″O / 16.902222, -92.609167, a una elevación de 2178 metros sobre el nivel del mar.

## Demografía
Según el Conteo de Población y Vivienda 2005, efectuado por el Instituto Nacional de Estadística y Geografía, Bajxulum tenía 515 habitantes, en 2010 la población era de 237 habitantes, y para 2020 había 537 habitantes de los cuales 267 son del sexo masculino y 270 del sexo femenino.
| Gráfica de evolución demográfica de Bajxulum entre 2005 y 2020 |
|                                                                |
| INEGI.                                                         |